# Leptodontidium elatius
Leptodontidium elatius är en svampart. Leptodontidium elatius ingår i släktet Leptodontidium, ordningen disksvampar, klassen Leotiomycetes, divisionen sporsäcksvampar och riket svampar.

## Underarter
Arten delas in i följande underarter:
- ovalisporum
- elatius